# Paléocontinent

Carte de la Pangée, exemple d'un paléocontinent, avec les continents d'aujourd'hui.

Un paléocontinent est une ancienne masse continentale dans le passé géologique de la Terre. Le Gondwana et la Pangée en sont des exemples connus. 